# Teoria procesului ironic
Teoria procesului ironic, propusă de psihologul american Daniel Wegner⁠(d), sugerează că încercările de a suprima anumite gânduri pot duce paradoxal la o creștere a frecvenței acestor gânduri. Această teorie este cunoscută și sub numele de ironic process theory sau ironic rebound.
Elemente principale ale teoriei:
1. Sistemul de monitorizare și sistemul de control:
Wegner descrie două procese cognitive implicate în suprimarea gândurilor:
- Sistemul de monitorizare (processul ironic): Acest proces automat monitorizează constant prezența gândului pe care dorim să-l suprimăm. Funcționează la un nivel inconștient.
- Sistemul de control (procesul intențional): Acesta este un proces conștient și deliberat care încearcă să înlocuiască gândul nedorit cu altceva.
2. Paradoxul suprimării:
Atunci când o persoană încearcă să suprime un gând, sistemul de monitorizare continuă să verifice dacă gândul apare, ceea ce duce la o atenție constantă asupra gândului interzis. În condiții de stres sau oboseală, sistemul de control devine mai puțin eficient, iar gândurile nedorite apar mai frecvent.
3. Efectul de rebound:
Când încetăm eforturile de a suprima un gând, acesta tinde să revină cu o frecvență și intensitate mai mare decât înainte.
Implicații și aplicabilitate
Psihologie clinică:
Teoria procesului ironic este relevantă pentru înțelegerea tulburărilor obsesiv-compulsive, anxietății și depresiei, unde pacienții se confruntă adesea cu gânduri intruzive.
Performanță sportivă:
Sportivii care încearcă să evite greșeli specifice pot experimenta o creștere a acelor greșeli tocmai din cauza eforturilor lor de a le evita.
Educație și învățare:
Studenții care încearcă să nu se gândească la anumite informații nerelevante pentru un test pot descoperi că acestea le vin în minte mai des.